# كريستيان أرييل موراليس
كريستيان أرييل موراليس (بالإسبانية: Christian Morales)‏ هو لاعب كرة قدم أرجنتيني في مركز الهجوم، ولد في 24 سبتمبر 1972 في روساريو في الأرجنتين. لعب مع أتليتيكو توكومان وتاليريس وتيبورونيس روخوس دي فيراكروز وروزاريو سنترال.